# Liga I 2008-2009 (fotbal feminin)
Liga I 2008–2009 a fost al 19-lea sezon al Ligii I, prima divizie a fotbalului feminin din România. Competiția a fost câștigată de CFF Clujana Cluj.

## Echipe participante
| Echipă                    | Oraș        |
| ------------------------- | ----------- |
| CS Ripensia Timișoara     | Timișoara   |
| Finnforest Comănești      | Comănești   |
| CFF Clujana Cluj          | Cluj-Napoca |
| AFC Fair Play Joc Cinstit | București   |
| CS Negrea Reșița          | Reșița      |
| Motorul Oradea            | Oradea      |
| Galaxy Pitești            | Pitești     |
| Smart București           | București   |
| Sporting Craiova          | Craiova     |
| ȘN Constanța              | Constanța   |
| CSS Târgoviște            | Târgoviște  |
| AS City'US feminin        | Târgu Mureș |

## Sezon
| Acasă \ Deplasare    | TIM  | ORA  | TGM  | COM  | GAL  | TGV  | SMA  | CLU  | FPB  | CON  | SPO | NEG  |
| -------------------- | ---- | ---- | ---- | ---- | ---- | ---- | ---- | ---- | ---- | ---- | --- | ---- |
| Ripensia Timișoara   | —    | 7–0  | 5–0  | 31–0 | 17–0 | 5–2  | 10–0 | 2–4  | 21–0 | 15–0 | 3–0 | 3–0  |
| Motorul Oradea       | 0–3  | —    | 2–3  | 19–0 | 15–0 | 0–3  | 3–0  | 0–10 | 6–0  | 5–0  | 1–0 | 2–0  |
| AS City'US           | 0–7  | 3–1  | —    | 16–0 | 14–0 | 1–0  | 5–2  | 1–4  | 4–0  | 6–0  | 3–0 | 3–0  |
| Finnforest Comănești | 0–3  | 0–3  | 0–12 | —    | 1–5  | 0–7  | 0–12 | 0–19 | 0–4  | 0–10 | 0–9 | 0–3  |
| Galaxy Pitești       | 0–17 | 0–3  | 0–3  | 0–3  | —    | 0–3  | 2–8  | 0–18 | 3–0  |      | 0–1 | 0–3  |
| CSȘ Târgoviște       | 3–3  | 4–3  | 5–4  | 16–0 | 9–0  | —    | 2–0  | 3–2  | 10–1 | 8–1  | 5–1 | 4–0  |
| Smart București      | 1–6  | 2–1  | 0–6  | 14–0 | 3–1  | 1–2  | —    | 0–3  | 5–0  | 1–2  | 1–1 | 13–0 |
| Clujana Cluj         | 6–2  | 12–0 | 3–0  | 33–0 | 3–0  | 9–0  | 4–0  | —    | 19–0 | 11–0 | 7–2 | 12–0 |
| Fair Play București  | 0–11 | 2–0  | 1–6  | 9–0  | 0–2  | 0–5  | 0–5  | 0–2  | —    | 3–1  | 0–1 | 5–0  |
| ȘN Constanța         | 0–4  | 1–2  | 0–5  | 15–1 | 3–0  | 0–10 | 1–4  | 0–6  | 3–0  | —    | 1–3 | 2–0  |
| Sporting Craiova     | 0–3  | 3–0  | 0–1  | 16–0 | 3–0  | 1–3  | 1–0  | 0–4  | 4–0  | 3–1  | —   | 11–0 |
| Negrea Reșița        | 0–3  | 1–13 | 0–7  | 8–0  | 4–3  | 0–3  | 2–2  | 0–10 | 0–1  | 1–3  | 0–7 | —    |

| Loc | Echipa               | MJ | V  | E | Î  | GM  | GP  | DG   | Pct | Calificare                 |
| --- | -------------------- | -- | -- | - | -- | --- | --- | ---- | --- | -------------------------- |
| 1   | Clujana Cluj (C)     | 22 | 21 | 0 | 1  | 195 | 10  | +185 | 63  | Liga Campionilor 2009-2010 |
| 2   | Ripensia Timișoara   | 22 | 19 | 1 | 2  | 181 | 16  | +165 | 58  |                            |
| 3   | CSȘ Târgoviște       | 22 | 18 | 1 | 3  | 108 | 25  | +83  | 55  |                            |
| 4   | AS City'US           | 22 | 17 | 0 | 5  | 103 | 30  | +73  | 51  |                            |
| 5   | Sporting Craiova     | 22 | 12 | 1 | 9  | 67  | 33  | +34  | 37  |                            |
| 6   | Motorul Oradea       | 22 | 11 | 0 | 11 | 82  | 55  | +27  | 33  |                            |
| 7   | Smart București      | 22 | 9  | 2 | 11 | 73  | 53  | +20  | 29  |                            |
| 8   | ȘN Constanța         | 21 | 7  | 0 | 14 | 44  | 88  | −44  | 21  |                            |
| 9   | Fair Play București  | 22 | 7  | 0 | 15 | 29  | 105 | −76  | 21  |                            |
| 10  | Negrea Reșița        | 22 | 4  | 1 | 17 | 22  | 130 | −108 | 13  |                            |
| 11  | Galaxy Ploiești      | 21 | 2  | 0 | 19 | 13  | 134 | −121 | 6   |                            |
| 12  | Finnforest Comănești | 22 | 1  | 0 | 21 | 2   | 267 | −265 | 3   |                            |